# جوانا جولدسميث
جوانا جولدسميث (بالإنجليزية: Johanna Goldsmith)‏ هي ممثلة أمريكية، ولدت في 25 سبتمبر 1979 في أوستن في الولايات المتحدة.

## وصلات خارجية
- جوانا جولدسميث على موقع IMDb (الإنجليزية)
- جوانا جولدسميث على موقع قاعدة بيانات الفيلم (الإنجليزية)